# Patin clap
Pour un article plus général, voir Patins à glace.

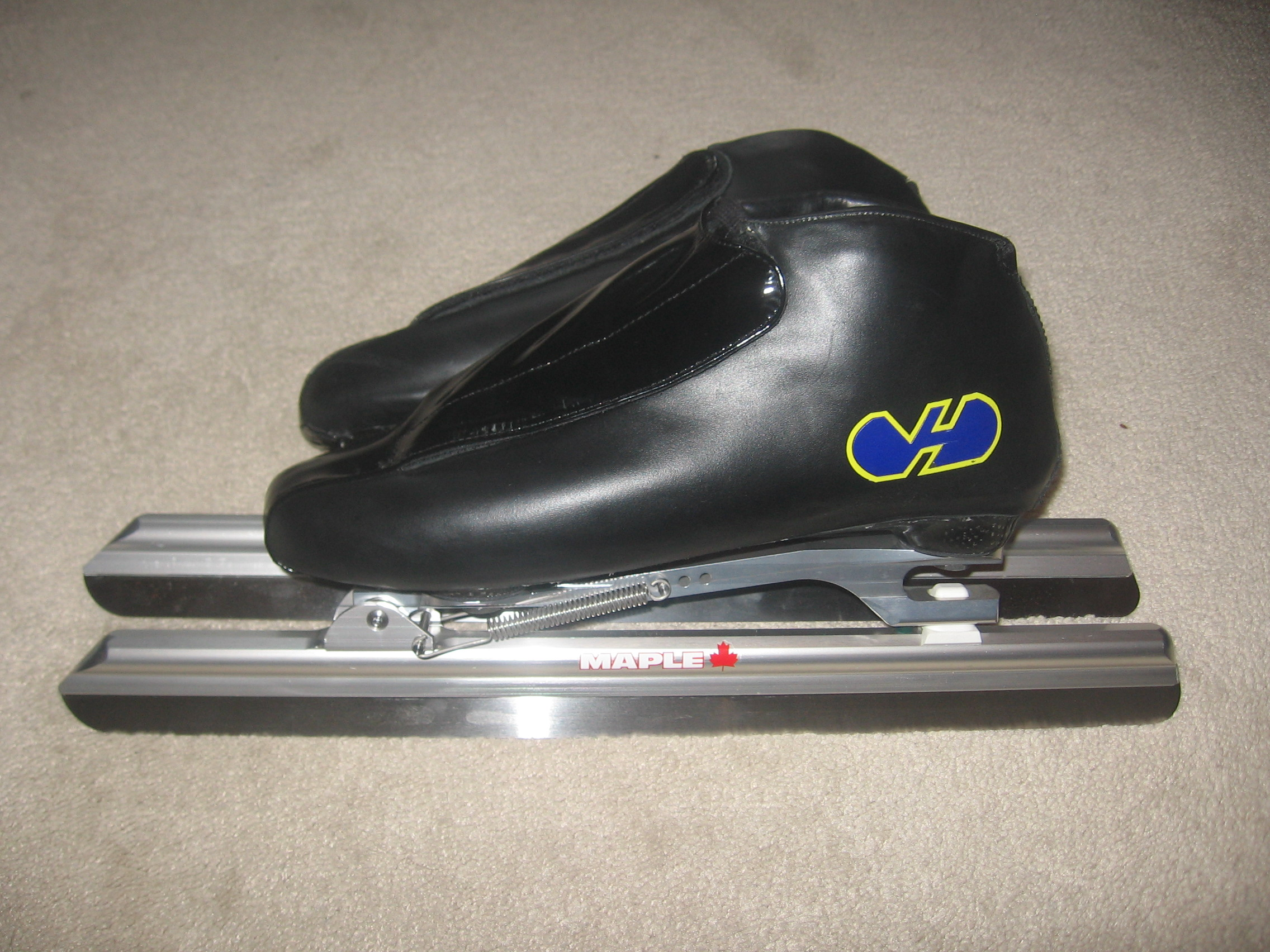
Deux patins clap.

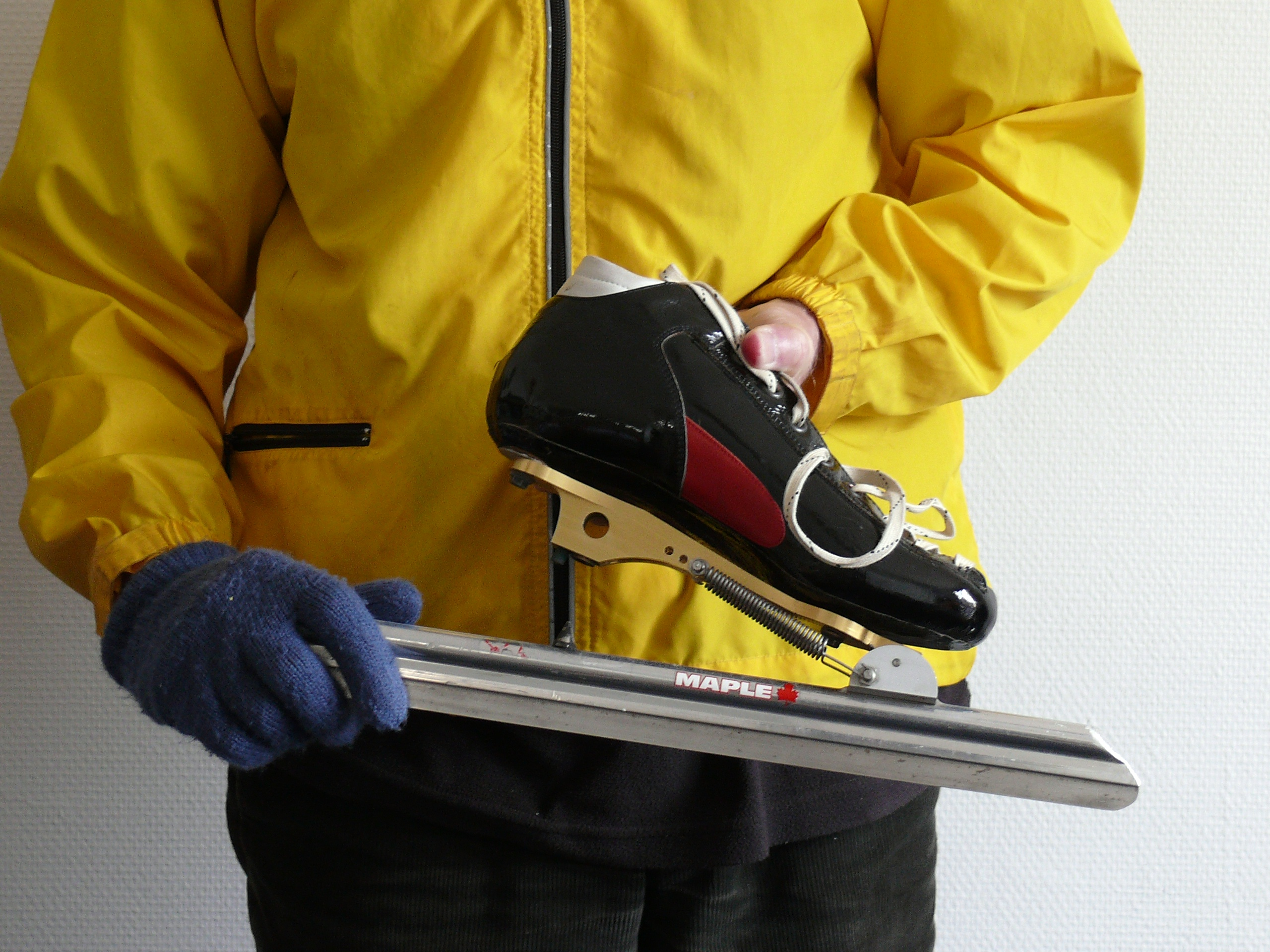
Un patin clap.

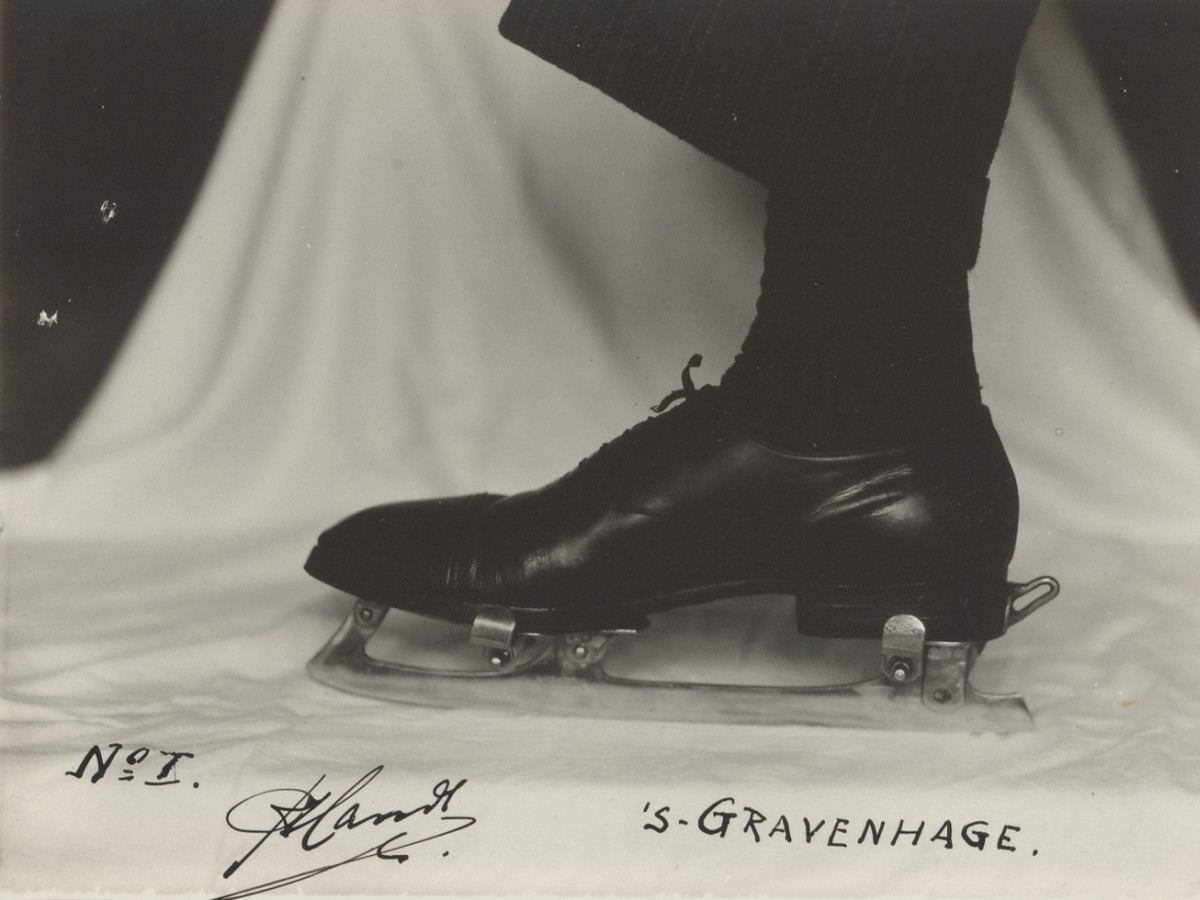
Un des premiers patins clap en 1936

Le patin clap (également appelés clap skate, clapskates, slap skates, slapskates, du néerlandais klapschaats ) est un type de patin à glace utilisé en patinage de vitesse. Contrairement aux patins traditionnels où la lame est rigidement fixée à la chaussure, les patins clap ont la lame attachée à la chaussure au moyen d'une charnière à l'avant. Ceci permet à la lame de rester plus en contact avec la glace, et ainsi la cheville peut être étendue vers la fin de la course. Aussi, il y a un mouvement plus naturel qui permet de distribuer ainsi l'énergie de la jambe de manière plus efficace.
Les patins clap ont été mis au point à par la Faculté des Sciences des mouvements humains de l'Université libre d'Amsterdam, dirigée par Gerrit Jan van Ingen Schenau, bien que l'idée d'un patin clap soit beaucoup plus ancienne puisque des dessins datant des années 1900 sont connus. 
Le patin clap est utilisé pour la première fois durant la saison de patinage 1984/1985. Il a cependant fallu attendre la fin des années 1990 pour que l'idée soit prise au sérieux. Lors de la saison 1996/1997, l'équipe féminine néerlandaise commence à utiliser les patins qui leur permettent un grand succès. Le reste du monde du patinage a rapidement emboîté le pas, ce qui provoque un torrent de records du monde battus lors des saisons suivantes, notamment lors des Jeux olympiques d'hiver de 1998 à Nagano au Japon.